# Onthophagus abeillei
Onthophagus abeillei är en skalbaggsart som beskrevs av D'orbigny 1897. Onthophagus abeillei ingår i släktet Onthophagus och familjen bladhorningar. Inga underarter finns listade i Catalogue of Life.